# روز اقاقیا (فیلم)
روز اقاقیا (به انگلیسی: The Day of the Locust) فیلمی در ژانر درام به کارگردانی جان شلزینجر است که در سال ۱۹۷۵ منتشر شد. ستارگان این فیلم ویلیام آترتون، کرن بلک، دونالد ساترلند و جرالدین پیج هستند. فیلم‌نامه این فیلم اقتباسی از رمانی به همین نام، محصول سال ۱۹۳۹، نوشتهٔ ناتانیل وست است که کار اقتباس آن را بر عهدهٔ والدو سالت بوده‌است. این فیلم نامزد دریافت دو جایزه اسکار در رشته‌های بهترین فیلمبرداری و بهترین بازیگر نقش مکمل مرد (برای بورگس مریدیت) شد. همچنین در جشنواره فیلم کن ۱۹۷۵ به نمایش در آمد اما در رقابت برای نخل طلا (بخش رقابتی کن) شرکت نکرد.

## بازیگران
- ویلیام آترتون
- کرن بلک
- بورگس مریدیت
- دونالد ساترلند
- جرالدین پیج
- بو هاپکینز
- لیلیا گلدونی
- بیلی بارتی
- جکی ارل هیلی
- پال استوارت
- جان هیلرمن
- ویلیام کسل
- ریچارد دیسارت
- مج کندی
- فلورنس لیک